# Hongqi HS5
Hongqi HS5 — компактный кроссовер класса люкс, выпускаемый с 2019 года китайским суббрендом Hongqi концерна FAW.
Наряду с седаном Hongqi H5 — первая массовая модель «номенклатурной» марки Hongqi («Красное Знамя»).

## История
Модель была представлена на Шанхайском автосалоне 2017 года как концепт-кар «U-Concept», дизайн от итальянской компании Italdesign.
Hongqi HS5 позиционируется на китайском рынке как роскошный внедорожник C-класса. Модель оснащается безальтернативным 2,0-литровым бензиновым турбодвигателем FAW CA4GC20TD-32 мощностью 224 л. с. работающим в паре с 6-ступенчатым роботом Aisin с двумя сцеплениями. В базовой версии привод только передний, но доступна и полноприводная версия с подключаемой муфтой задней оси.
В продажу поступила в мае 2019 года по цене от 183 800 до 249 800 юаней и наряду с седаном Hongqi H5 стала первой массовой моделью компании.
Модели марки Hongqi на общий рынок начали поступать с 2006 года, но продажи не превышали нескольких тысяч в год, в 2016 году концерн FAW начал трансформировать эту марку из производителя автомобилей для номенклатуры компартии Китая в премиум-бренд для массового покупателя. На рынок были выведены седаны H7 и H5, рост составил с 4702 единиц в 2017 году до более чем 33 000 в 2018 году. С появлением в 2019 году на рынке Hongqi HS5 рост продаж марки пошёл кратный: более 100 000 в 2019 году, более 200 000 в 2020 году и более 300 000 в 2021 и 2022 годах — причём на модель Hongqi HS5 приходится около 45 % объема продаж — за 2019—2022 годы в Китае было продано 398 687 автомобилей Hongqi HS5.
На январь 2023 года модель занимала 29 место (из 297) на внутреннем рынке Китая в сегменте кроссоверов и внедорожников.
В феврале 2023 года начаты продажи рестайлинговой версии, обновления коснулись фейслифта — новая массированная решётка радиатора и передний бампер, за счёт чего длина выросла на 25 мм до 4785 мм, задние фонари в виде единой плашки, а также двигателя — он остался тот же, но мощность выросла до 252 л. с.
| Год  | Объём продаж |
| ---- | ------------ |
| 2019 | 29 266       |
| 2020 | 94 571       |
| 2021 | 131 573      |
| 2022 | 136 650      |
| 2023 | 105 397      |

## Галерея

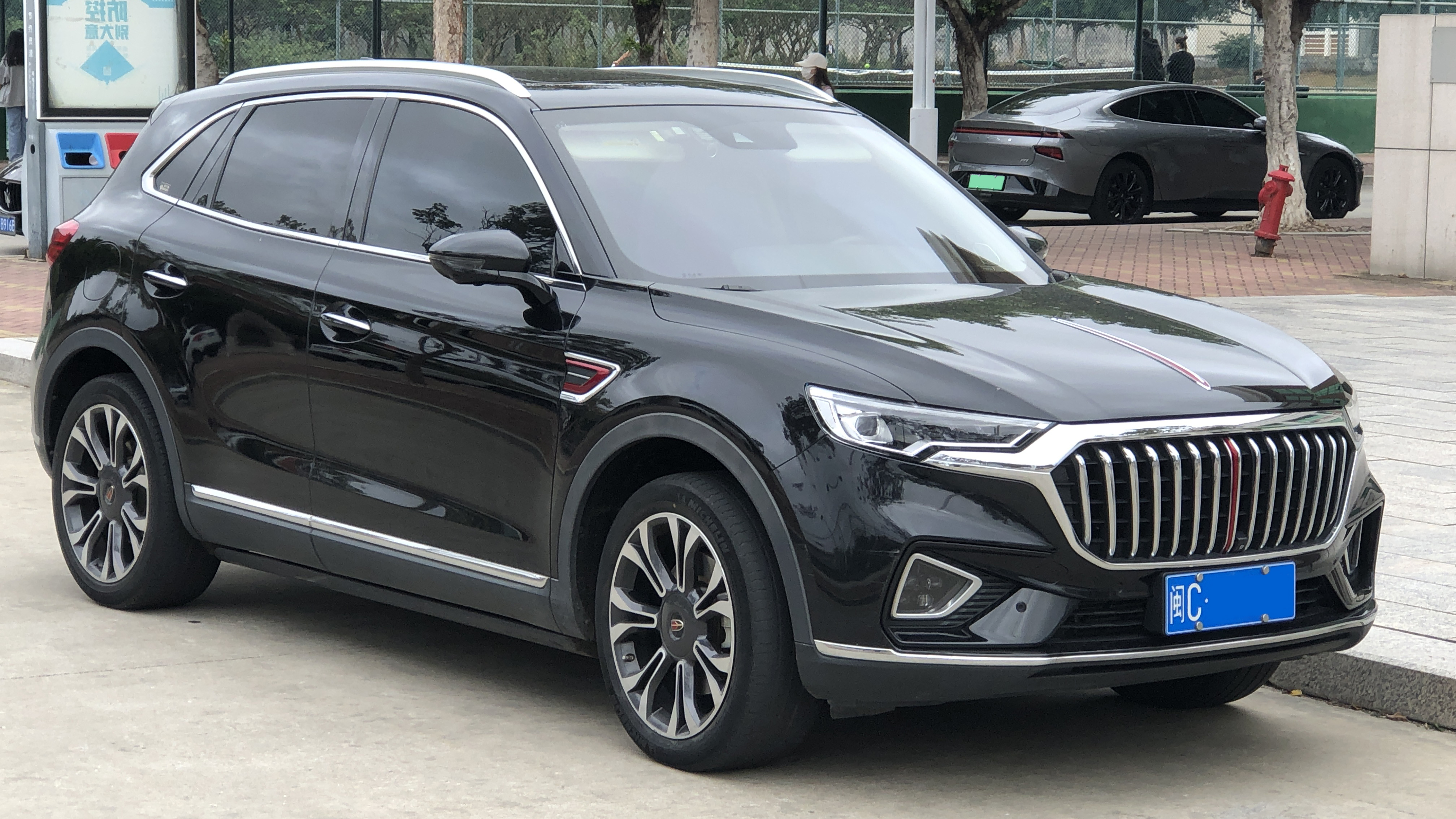
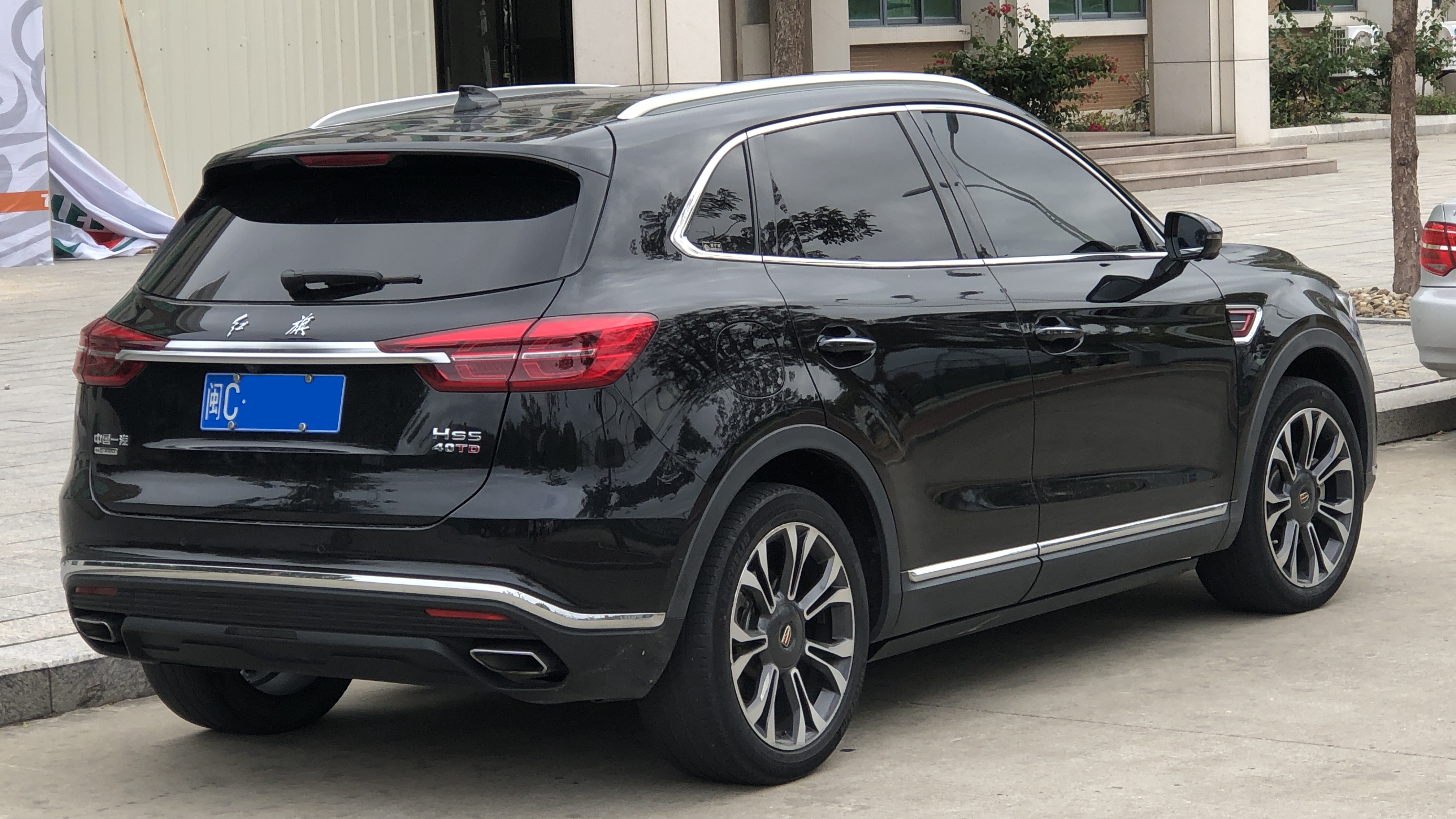
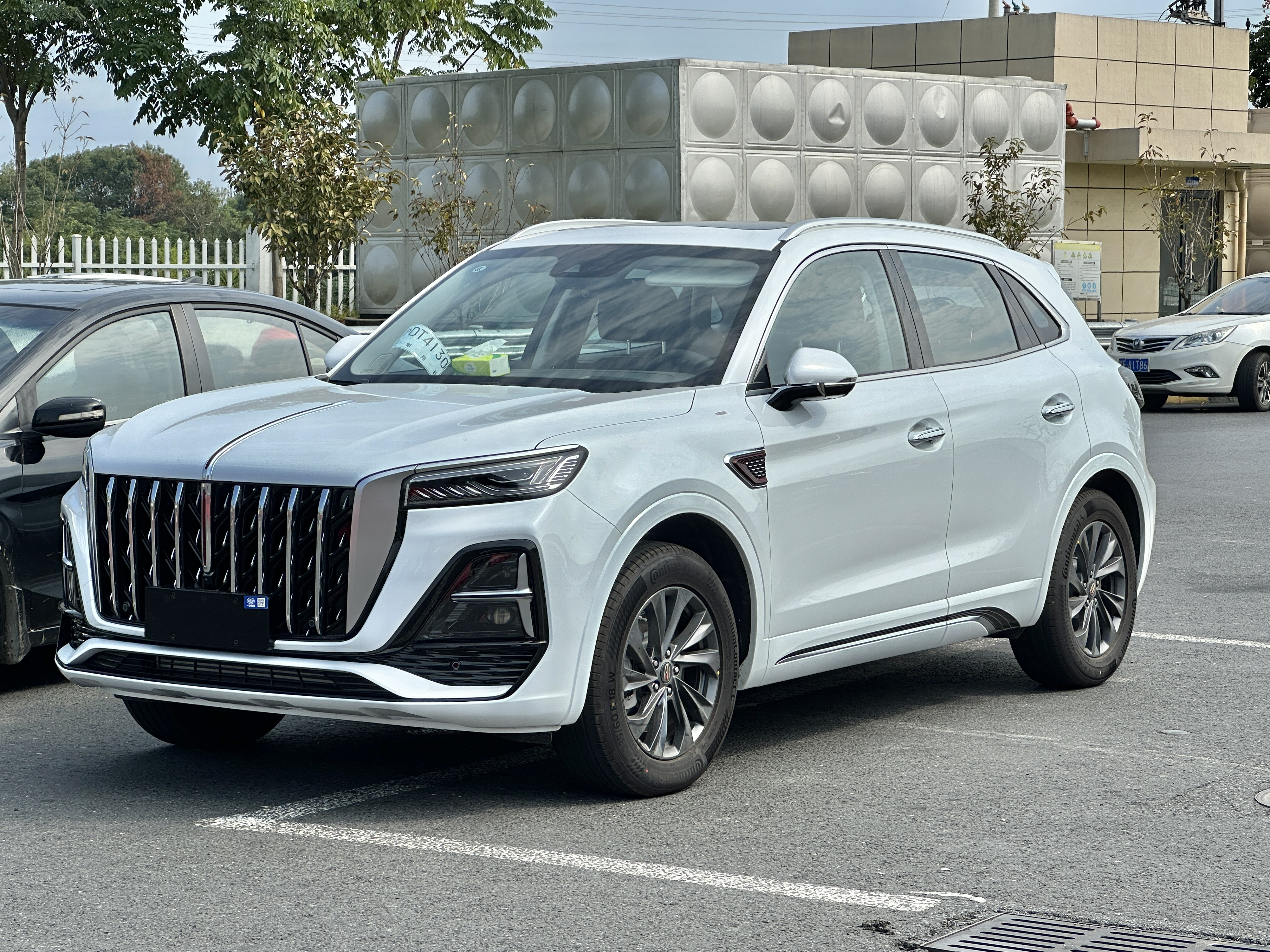
после рестайлинга 2023
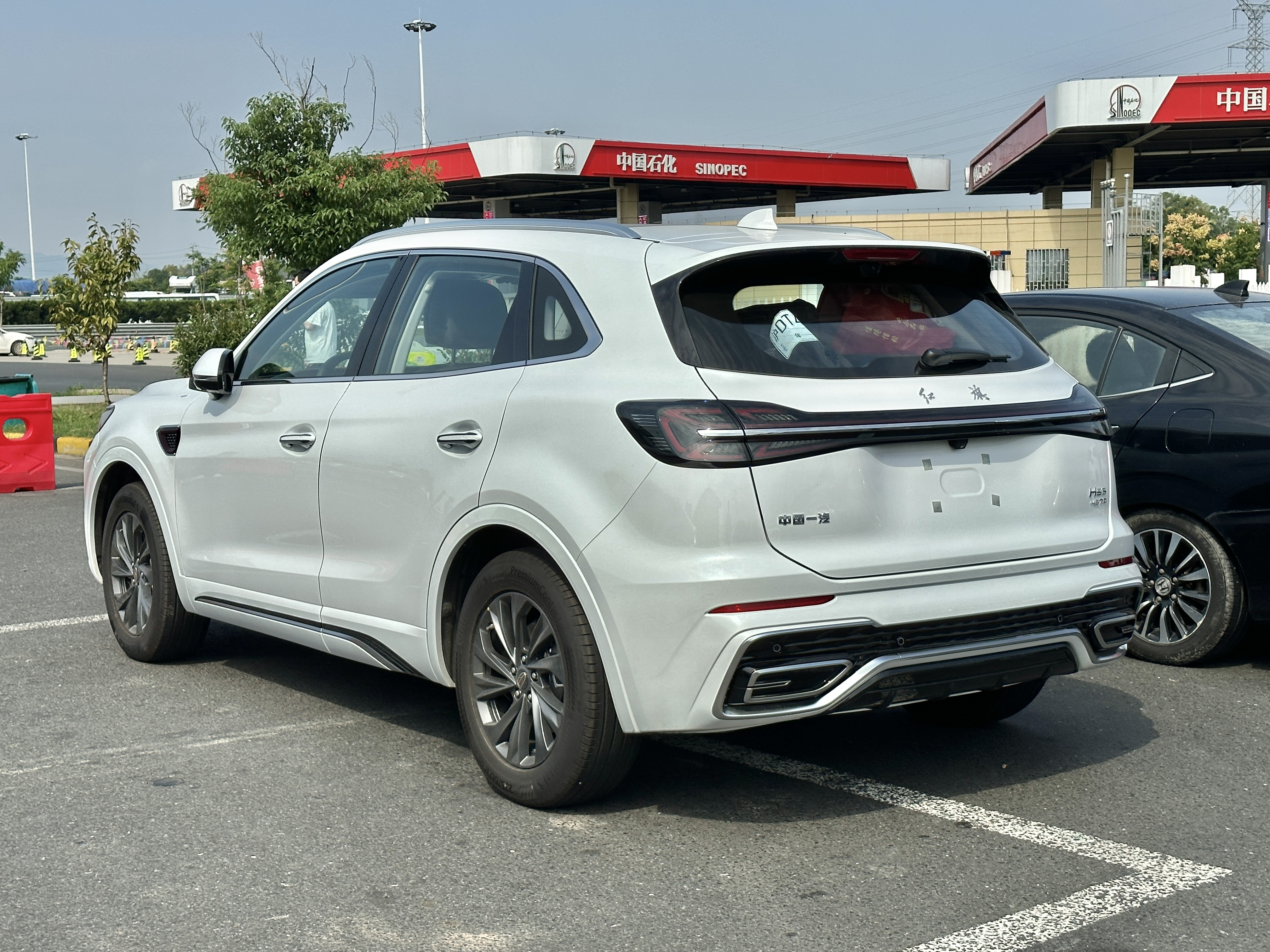
после рестайлинга 2023

## В России
В России модель ожидается в 2023 году, подтверждена компанией для российского рынка, в конце 2022 года получен ОТТС на модель.
Поскольку ОТТС получен до рестайлинга, ожидается с дорестайлинговым дизайном, в спецификации для российского рынка мощность двигателя снижена до 218 л. с.
С 2024 года стал доступен в рестайлинге, в двух комплектациях – Comfort и Deluxe – стоимостью 5 млн 390 тыс. рублей и 5 млн 990 тыс. рублей соответственно.